# Astrobunus bavaricus
Astrobunus bavaricus is een hooiwagen uit de familie Sclerosomatidae. De wetenschappelijke naam van Astrobunus bavaricus gaat terug op Carl Friedrich Roewer.